# Public Company Accounting Oversight Board
Public Company Accounting Oversight Board, ofta förkortat PCAOB, är en federal statlig myndighet i USA som har till uppgift att reglera och kontrollera den amerikanska revisionsbranschen. PCAOB ger ut riktlinjer för hur revisioner ska genomföras och revisionsbyråer ska organiseras samt kontrollerar efterlevnad och delar ut bestraffningar om så är påkallat. 

## Bakgrund
På grund av de stora företagskonkurser som inträffade i USA början av 2000-talet – det mest kända exemplet är Enron – genomfördes en utredning på uppdrag av den amerikanska kongressen med syftet att utreda och komma med förslag på sätt att förbättra kvaliteten på finansiell rapportering. Slutsatserna kom att leda till ny lagstiftning, den så kallade Sarbanes-Oxley Act. I en del av Sarbanes-Oxley Act slog kongressen fast att de fristående revisionsorgan som fram till 2001 hade självreglerat den amerikanska revisionsbranschen inte fungerade tillräckligt väl. PCAOB bildades 2002 som en ny federal myndighet organiserad i form av ett icke-vinstinriktat bolag ledd av en styrelse som utses av den finansiella tillsynsmyndigheten Securities and Exchange Commission. PCAOB finansieras med avgifter från registrerade revisionsbolag.

## Verksamhet
PCAOB utfärdar riktlinjer som förtydligar krav för hur en revision ska genomföras. PCAOB utför även uppsökande inspektioner hos revisonsfirmor och undersöker om utförd granskning uppfyller kraven. Vid brister finns hårda sanktioner att ta till mot de ansvariga. Revisionsbolag som verkar i USA ska vara registrerade hos PCAOB. Januari 2011 var knappt 2400 revisionsbolag registrerade. 
PCAOB begränsar inte sin verksamhet till USA utan kan uppsöka revisorer utanför landets gränser som reviderar bolag noterade på amerikansk marknadsplats eller utländska dotterbolag till amerikanska koncerner. Utländska revisionsbyråer som anlitas av utländska bolag vars värdepapper är noterade i USA förväntas registrera sig hos PCAOB. Därmed omfattas de även av tillsyn. I exempelvis Sverige är de svenska medlemsfirmorna i BDO, Deloitte, Ernst & Young, KPMG och PWC registrerade hos PCAOB och står därmed även under PCAOB:s tillsyn utöver den svenska Revisorsnämnden. Motsvarande arrangemang gäller i många länder. 